# Okres Grodzisk Wielkopolski
Okres Grodzisk Wielkopolski (polsky Powiat grodziski) je okres v polském Velkopolském vojvodství. Rozlohu má 643,72 km² a v roce 2019 zde žilo 51 893 obyvatel. Sídlem správy okresu je město Grodzisk Wielkopolski.

## Gminy
Městsko-vesnické:
- Grodzisk Wielkopolski
- Rakoniewice
- Wielichowo

Vesnické:
- Granowo
- Kamieniec

## Města
- Grodzisk Wielkopolski
- Rakoniewice
- Wielichowo

## Sousední okresy
| Růžice kompasu | Nowy Tomyśl | Nowy Tomyśl                 | Poznań          | Růžice kompasu |
| Růžice kompasu | Wolsztyn    | Sever                       | Kościan, Poznań | Růžice kompasu |
| Růžice kompasu | Wolsztyn    | Okres Grodzisk Wielkopolski | Kościan, Poznań | Růžice kompasu |
| Růžice kompasu | Wolsztyn    | Jih                         | Kościan, Poznań | Růžice kompasu |
| Růžice kompasu | Wolsztyn    | Wolsztyn                    | Kościan         | Růžice kompasu |